# Єдина дорога
«Єдина дорога»/«Okovani šoferi» — спільний радянсько-югославський односерійний художній фільм про Другу світову війну, знятий у 1974 році югославським режисером Владо Павловичем. Спільне виробництво кіностудій «Filmski Studio Titograd» (Югославія) і «Мосфільм» (СРСР).

## Сюжет
Події, про які розповідає фільм, відбуваються протягом трьох днів, з 23 по 25 квітня 1944 року в Югославії. На узбіччі зупинилися німецько-фашистські танки і бронетранспортери. У них скінчилося пальне.
Німецьке командування готує автоколону з пальним з Румунії, яке потрібно доставити до бронетехніки. Велика частина дороги, по якій повинна пройти автоколона, контролюється югославськими партизанами. Дії партизан настільки посилилися, що наївно було б сподіватися переправити без втрат через ліси і безлюдні гірські перевали величезну колону з бензином.
Щоб хоч якось убезпечити себе, гітлерівці посадили за кермо автомашин радянських військовополонених. Вони управляли машинами в наручниках, ланцюг від яких був з'єднаний з охоронцем. Завдання загону югославських партизан — зупинити колону, але в жодному разі не ціною життя радянських полонених.

## У ролях
- Тетяна Сидоренко —  Люба
- Велько Мандич —  Коста
- Олександр Аржиловський —  Єршов
- Лев Дуров —  Петро
- Гліб Стриженов —  Іван Юхимович Каленич
- Анатолій Кузнєцов —  Сергєєв
- Душан Янічієвич —  Явор
- Володимир Висоцький —  Солодов, один з шоферів
- Володимир Пучков —  Альоша
- Володимир Кашпур —  Таїров
- Володимир Попович —  Сречко
- Драгомир Боянич —  Зоран, коваль
- Світлана Данильченко —  Бранка
- Ірина Мірошниченко —  Гордана
- Владислав Дворжецький —  Вальтер Хольц, начальник автоколони
- Ігор Васильєв —  Еріх Гюнтер
- Сергій Яковлєв —  батько Альоші
- Ігор Класс —  Мюллер
- Борис Руднєв —  Боннер, танкіст, офіцер СС
- Микола Дупак —  Цильке, генерал
- Геннадій Юхтін —  Цолерн, солдат-конвоїр
- Віктор Павлов —  Рамке, фельдфебель
- Іван Жеваго —  Шранк
- Костянтин Забєлін —  Тіппель
- Борис Бітюков —  Альтенбауер

## Знімальна група
- Автор сценарію:  Вадим Трунін
- Режисер: Владо Павлович
- Оператор:  Олексій Темерін
- Художник:  Георгій Турильов
- Композитор:  Карен Хачатурян
- Текст пісень:  Володимир Висоцький
- Музика пісень:  Володимир Висоцький
- Звукорежисер:  Лев Трахтенберг
- Монтажер: Ірма Цекавая